# Station Lyon-Jean Macé
Station Lyon - Jean Macé is een spoorwegstation in de Franse gemeente Lyon.